# Concessione
La concessione, in diritto, è il provvedimento amministrativo con cui la pubblica amministrazione conferisce ex novo situazioni giuridiche soggettive attive al beneficiario, ampliandone la sfera giuridica. Spesso tali diritti sono disciplinati dal Diritto Amministrativo (o Diritto Pubblico).
Presenta elementi di affinità con l'autorizzazione (entrambi sono provvedimenti ampliativi della sfera soggettiva), differenziandosene in quanto non rimuove un limite di una posizione soggettiva preesistente, ma attribuisce o trasferisce posizioni o facoltà nuove al privato.

## Tipologie
Le due categorie principali di concessione sono:
- Concessioni traslative: viene trasferito al destinatario del provvedimento un diritto soggettivo o un potere di cui la P.A. è titolare, ma che la stessa non intende esercitare direttamente, pur rimanendo la titolarità del diritto in testa alla P.A. (concessione su beni demaniali o patrimoniali indisponibili, concessioni di servizi pubblici, concessioni di pubbliche potestà, ad es. esattoria e tesoreria, concessioni di attività edilizia);
- Concessioni costitutive: vengono conferiti al privato diritti o facoltà che non trovano corrispondenza in precedenti diritti o facoltà dell'amministrazione. Si dividono in:
  - concessioni edilizie (permessi di costruire edifici);
  - concessioni d'uso (per l'utilizzo di risorse pubbliche come i beni demaniali);
  - concessioni di status (cittadinanza);
  - concessioni di diritti soggettivi (onorificenze);
  - concessioni di circoscrizioni professionali a numero chiuso (sedi farmaceutiche, piazze notarili).

## In Italia
La concessione è un provvedimento amministrativo discrezionale mediante il quale una pubblica amministrazione conferisce ad un soggetto unico (pubblico o privato) o ad una pluralità limitata di soggetti la facoltà di esercitare un'attività riservata ai pubblici poteri. La titolarità del bene concesso in uso ed esercizio rimane in capo alla pubblica amministrazione.
Fra titolarità e concessione del bene esiste una differenza simile a quella vigente fra usufrutto e nuda proprietà. Il privilegio della riserva assicura che la titolarità del bene rimanga in mano pubblica anche oltre i vent'anni previsti normalmente per l'esercizio dell'usucapione.
Le concessioni necessitano e sono giustificate solamente in presenza di una legge di riserva, che attribuisca ad un soggetto di proprietà pubblico e di pubblico servizio l'esclusiva titolarità di un'attività o di un bene. L'art. 43 della Costituzione stabilisce che la riserva debba essere prevista per legge: "a fini di utilità generale, la legge può riservare originariamente …allo Stato, a enti pubblici o a comunità di lavoratori o di utenti" imprese di servizi pubblici essenziali, fonti di energia, monopoli con carattere di preminente interesse generale.
La concessione può avere ad oggetto:
- il godimento di un bene pubblico;
- la realizzazione e gestione di un'opera pubblica;
- l'erogazione di un servizio pubblico, che necessita di una legge detta di riserva di servizio pubblico.

Il concessionario può essere scelto mediante gara pubblica o procedura negoziata (metodo conforme al diritto comunitario), legge ordinaria o esercitando il potere discrezionale della Pubblica Amministrazione.
Nel 1998 e di nuovo nel dicembre 2018, l'Autorità garante della concorrenza e del mercato ha evidenziato le criticità delle vigenti concessioni, sollecitando una riforma della legislazione che privilegiasse lo strumento autorizzativo: accesso al mercato limitato; diritti speciali o esclusivi; ampia durata e rinnovo automatico; mantenimento di ampi poteri di direzione o revoca in capo al concedente.
Tenuto anche conto della prassi storicamente anticoncorrenziale delle concessioni, una serie di norme di settore avevano previsto la liberalizzazione di tutte le attività non sottoposte a legge di riserva: produzione/importazione/acquisto/vendita di elettricità, con l'eccezione della trasmissione e del dispacciamento (d. gs. 79/99); la distribuzione del gas alle utenze civili (d. lgs. 164/00, art. 14), i trasporti di linea marittimi di interesse regionale (d. lgs. n. 422/97); i servizi ferroviari locali gestiti da F.S. (DPR 277/97). 
Le riserve di legge non sono in contrasto col diritto comunitario nel caso dei monopoli naturali. Anche in presenza di riserve di legge legittime per un monopolio naturale, i pubblici poteri sono tenuti ad osservare la normativa concorrenziale.

## Igeneral contractor
Nel 1991, il progetto di TAV Torino-Lione fu innovativo per l'affidamento diretto ad una società del gruppo Ferrovie dello Stato della «progettazione esecutiva, costruzione e sfruttamento economico del progetto avvalendosi di general contractors che dovranno essere -o dovranno essere interamente garantiti da- uno dei principali gruppi industriali italiani», identificati nell'Eni e nel Gruppo Fiat.
Fu il primo caso di introduzione della fattispecie giuridica del general contractor nell'ordinamento italiano. L'Agcm affermò che il ricorso a gruppi societari legati a Ferrovie dello Stato da un rapporto fiduciario era ritenuto giustificato in ragione del contenuto innovativo dell'opera e dei tempi ristretti per la sua realizzazione. Pur rilevando la scarsa trasparenza delle procedure, ne affermò la legittimità poiché l'aggiudicazione era antecedente alla data di entrata in vigore degli obblighi comunitari.
La "Legge obiettivo" n. 443/2001 delegò il governo a stabilire che la realizzazione di un'opera pubblica possa essere affidata a un unico contraente generale purché selezionato con gara. Il general contractor non può essere assimilato a un concessionario perché non gestisce l'opera e perché non è sottoposto alla direzione e poteri di revoca del concessionario, godendo di piena libertà nell'esecuzione dei lavori, in proprio o mediante affidamento a terzi scelti senza gara, fatta salva la responsabilità del general contractor e l'obbligo delle certificazioni antimafia.

## Nei settori esclusi da obblighi di gara
La sentenza 7 dicembre 2000 della Corte di Giustizia Europea (caso Teleaustria) ribadì che i settori esclusi dalla direttiva sugli appalti pubblici di servizi (acqua, energia, trasporti, telecomunicazioni) devono rispettare i principi di trasparenza, libera circolazione e non discriminazione in base alla nazionalità previsti dal trattato CE. La direttiva appalti non disciplinava l'aggiudicazione delle concessioni in tali settori. Al contempo, la sentenza dichiarava legittima la qualificazione di un'impresa privata come concessionario della produzione e distribuzione degli elenchi telefonici, nonché come amministrazione aggiudicatrice rispetto ai soggetti terzi che aveva selezionato senza gara.
Il general contractor appartiene a questo schema di gestione caratterizzata da: concessione in affidamento diretto senza gara, appalti e subappalti senza (o con minimi) vincoli, primo contraente quale responsabile unico nei confronti della committenza. I trasporti sono uno dei settori esclusi dalla direttiva 50/92/CE nei quali in Italia ha per la prima volta trovato applicazione tale fattispecie giuridica.